# マシーデ

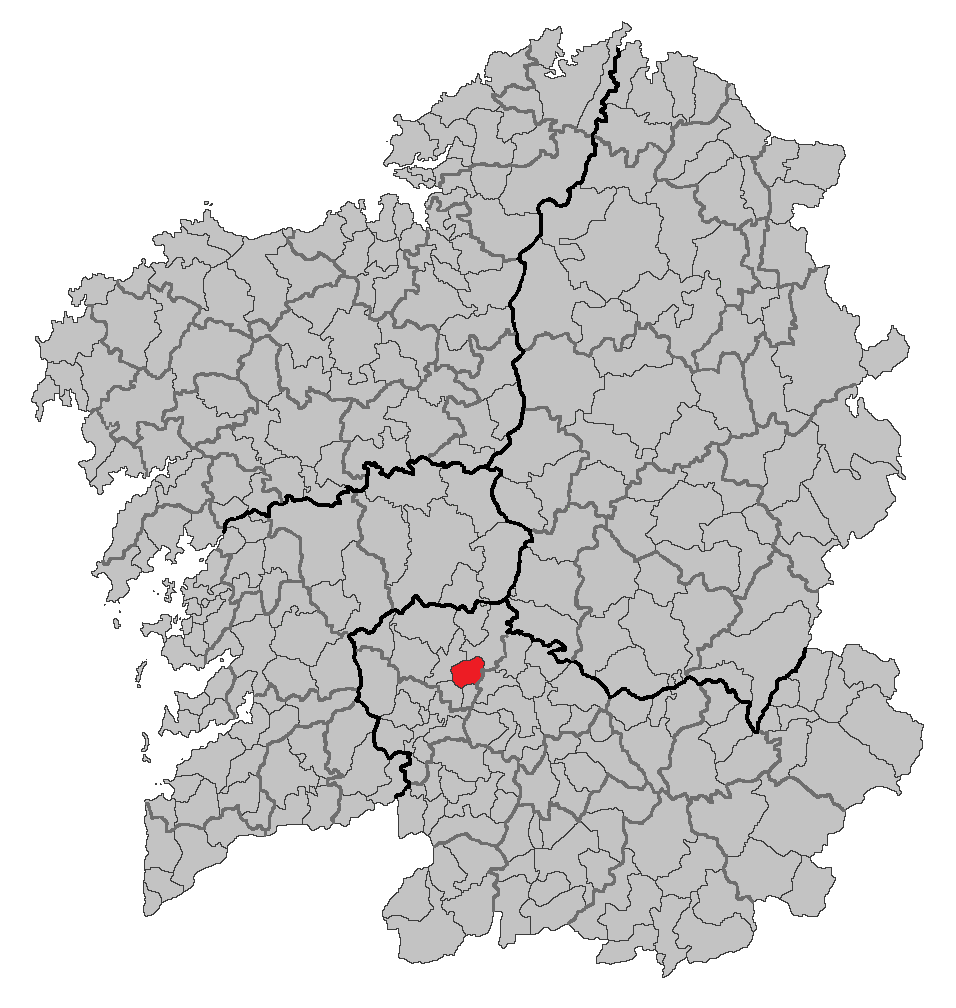

マシーデ（Maside）は、スペイン、ガリシア州、オウレンセ県の自治体、コマルカ・ド・カルバジーニョに属する。ガリシア統計局によれば、2009年の人口は3,096人（2003年：3,157人）。住民呼称は男女同形のmasidao/-dá。
ガリシア語話者の自治体人口に占める割合は96.10％（2001年）

## 地理
マシーデはオウレンセ県の北西部に位置し、コマルカ・ド・カルバジーニョに属する。隣接する自治体は、北から西にかけてがオ・カルバジーニョ、北から東にかけてがサン・クリストーボ・デ・セア、東がアモエイロ、南がプンシンとサン・アマーロで、自治体の中心地区はマシーデ教区のマシーデ地区。

### 人口
| マシーデの人口推移 1900－2010                           |
|                                                         |
| 出典:INE（スペイン国立統計局）1900年 - 1991年、1996年 - |

## 歴史
ピニェイロ地区、マシーデ地区、リスタンコ地区にはカストロ文化の遺構が残されている。中世にはリバダビア伯爵の所領に属し、ガラバス教区はVilaの称号を得ていた。

## 政治
自治体首長はガリシア社会党（PSdeG-PSOE）のセルソ・フェルナンデス・ロペス（Celso Fernández López）、自治体評議員は、ガリシア社会党：6、ガリシア国民党（PPdeG）：5となっている（2007年の自治体選挙の結果、得票順）。 

## 教区
マシーデは9の教区に分けられている。太字は自治体中心地区のある教区。
- アマランテ（サンタ・マリーア）
- アルメセス（サン・ミゲル）
- ガラバス（サン・ペドロ）
- オ・ラーゴ（サン・マルティーニョ）
- ロウレード（サンタ・マリーア）
- マシーデ（サン・トメ）
- ピニェイロ（サン・ショアン）
- ラニェストレス（サン・マメーデ）
- サンタ・コンバ・ド・トレボエード（サンタ・コンバ）